# منیره (یمن)
 منیره  به عربی ( الَمنیره  )، روستایی است در در عزلهٔ (الزیدیه)، بمسافت ۸ کیلومتر، در ناحیهٔ (النادره)، از توابع استان ذَمار در کشور یمن در شبه جزیره عربستان.

## جمعیت
جمعیت آن (۳۵۲) نفر (۸ خانوار) می‌باشد.